# Paper Girls
Paper Girls est une série de comics de science-fiction créée en 2015 par Brian K. Vaughan au scénario et Cliff Chiang au dessin. Matt Wilson est responsable de la colorisation.
La série est initialement publiée par Image Comics aux États-Unis ; la version en français paraît peu après aux éditions Urban Comics, qui choisissent de conserver le titre original.

## Description
Le titre fait référence aux paperboys (en) : il s'agit d'adolescents — souvent des garçons — embauchés pour distribuer les quotidiens à domicile, en Amérique du nord. En l'occurrence, les paper girls imaginées par Brian K. Vaughn sont quatre jeunes filles américaines des années 1980, chargées de distribuer des journaux et qui se retrouvent mêlées à des aventures relevant de la science-fiction.

## Tomes
La série est parue aux États-Unis sous la forme initiale de 30 fascicules souples (issues) entre octobre 2015 et juillet 2019, puis regroupés en 6 albums parus entre mars 2016 et septembre 2019 correspondant aux arcs narratifs, et enfin en trois éditions brochées (deluxe hardcovers) de 2017 à 2020.
L'édition française est basée sur l'édition en six albums.
- Paper Girls, t. 1, Urban Comics, 2016
- Paper Girls, t. 2, Urban Comics, 2017, 136 p. (ISBN 979-1-0268-1037-7)
- Paper Girls, t. 3, Urban Comics, 2017
- Paper Girls, t. 4, Urban Comics, 2018
- Paper Girls, t. 5, Urban Comics, 2019
- Paper Girls, t. 6, Urban Comics, 2020

## Récompenses
- 2016 : Prix Eisner de la « Meilleure nouvelle série »[3].

## Adaptation
La série fait l'objet d'une adaptation télévisée en 2022, Paper Girls, diffusée sur la plateforme Prime Video.